# Manitoba Hydro
Manitoba Hydro est une société de la Couronne de la province canadienne du Manitoba. Fondée en 1961, elle assure la distribution du gaz naturel en plus d'être responsable de la production, du transport et de la distribution de l'électricité pour l'ensemble du Manitoba.
La société exploite 14 centrales hydroélectriques et dessert 532 000 clients pour l'électricité et plus de 264 000 pour le gaz. Grâce au fait que la presque totalité de l'électricité qu'elle produit est d'origine hydroélectrique, ses tarifs demeurent stables et sont les plus bas après ceux du Québec. 
Les centrales électriques dans le nord du Manitoba sont branchées aux centres de consommation du sud de la province par un système à courant continu, le bipôle de la rivière Nelson.
En 2009, la société a inauguré un nouveau siège social au centre-ville de Winnipeg.

## Historique

### Prédécesseurs
La première démonstration publique d'une installation d'éclairage au Manitoba a eu lieu au Davis House Hotel sur la rue principale à Winnipeg, le 12 mars 1873. En 1880, la Manitoba Electric and Gas Light Company est constituée pour fournir l'éclairage public et l'électricité, et l'année suivante, elle absorbe la Winnipeg Gas Company. En 1893, la Winnipeg Electric Street Railway est formée, et achète d'abord son électricité de la Manitoba Electric and Gas, mais en 1898, elle avait construit sa propre centrale de 1000 hp (750 kW) en plus d'acheter son ancien fournisseur.
La première centrale hydroélectrique au Manitoba est exploitée au nord de Brandon, de 1901 à 1924. Un barrage en terre de 80 m (261 pi.) est construit par des intérêts privés sur la rivière Minnedosa (maintenant connue sous le nom de petite rivière Saskatchewan), à 1 km en amont de sa confluence avec la rivière Assiniboine. La centrale n'était exploitée qu'une partie de l'année. L'hiver, des génératrices à vapeur fournissait la puissance électrique. Une ligne à 11 kV reliait la centrale à la ville de Brandon. Le barrage a été emporté par une crue mais une partie de l'ouvrage demeure visible aujourd'hui. Une seconde centrale a été construite par des investisseurs près de Minnedosa en 1912, mais les bas niveaux d'eau ne permettaient qu'une exploitation intermittente. En 1920, la centrale a été remplacée par une centrale au fioul de la Manitoba Power Commission. Le barrage de Minnedosa Lake est toujours en place.  
En 1906, la Winnipeg Electric Street Railway construit une centrale hydroélectrique sur la rivière Winnipeg, près de Pinawa et une ligne à haute tension de 60 kV. Cette centrale a été exploitée à l'année jusqu'en 1951, où elle a été arrêtée afin de permettre un meilleur débit d'eau pour les autres centrales érigées sur cette rivière. Le site de cette centrale a été préservé et fait partie d'un parc provincial.

### Concurrence du secteur public
Le tarif de 20 cents le kilowatt-heure facturé par le Winnipeg Electric Street Railway incite la ville de Winnipeg à fonder sa propre entreprise de services publics en 1906. Winnipeg Hydro construit une centrale à Pointe du Bois sur la rivière Winnipeg, un aménagement toujours en opération de nos jours. En réaction, Winnipeg Electric Street Railway baisse ses prix à 10 cents le kilowatt-heure, mais la ville fixe son prix de 3,5 cents le kilowatt-heure, un prix qu'elle a maintenu pendant plusieurs décennies.
En 1916, le gouvernement provincial créé la Manitoba Power Commission dans le but d'électrifier des collectivités à l'extérieur de Winnipeg. Les deux entreprises publiques et le Winnipeg Electric Street Railway Company construisent chacune leurs centrales hydroélectriques sur la rivière Winnipeg entre 1916 et 1928. En 1924, Winnipeg Hydro met en service la centrale d'Amy Street, une petite centrale thermique alimentée au charbon et utilise les chaudières pour offrir un service de chauffage urbain. Les chaudières de la centrale d'Amy Street ont été converties à l'électricité au début des années 1940 afin de réduire la consommation de charbon.
La Grande Dépression de 1929 met un terme à la croissance rapide de la demande, une situation qui perdure jusqu'à la Seconde Guerre mondiale. Après la guerre, le gouvernement fonde une nouvelle entreprise de services publics, le Manitoba Hydro Electric Board. Fondée en 1949, le MHEB a le mandat d'électrifier les régions rurales de la province. L'entreprise achète les actifs de la Winnipeg Electric Street Railway en 1953 et conclut son mandat d'électrification en 1956.
En 1957, la première interconnexion avec le nord-ouest de l'Ontario est installée. Ce lien est suivi d'une ligne à 138 kV, qui relie le réseau manitobain à celui de la Saskatchewan Power Corporation en 1960. Cette ligne a ensuite été renforcée à 230 kV. Deux centrales thermiques au charbon ont été construites à Brandon et à Selkirk et mises en service en 1958. Ces unités étaient destinées à fonctionner pendant les années de faible hydraulicité, et consommaient du lignite.

### Intégration au sein de Manitoba Hydro

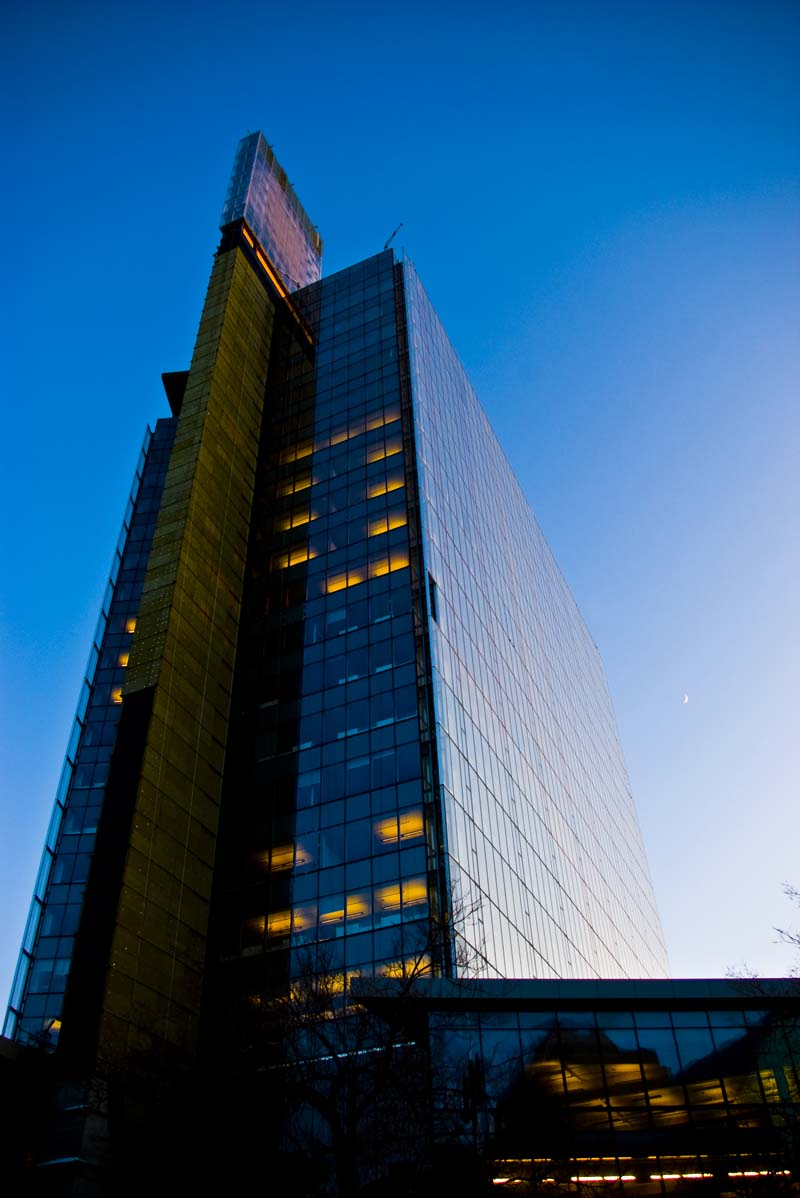
Le nouveau siège social de Manitoba Hydro, situé au 360, avenue du Portage à Winnipeg.

En 1955, trois entreprises de services publics étaient en activité au Manitoba, toutes trois exploitées par les autorités publiques. Il s'agit du Manitoba Power Commission  et du Manitoba Hydro Electric Board, tous deux propriété du gouvernement provincial et de Winnipeg Hydro, propriété de la ville de Winnipeg. Le village d'Emerson devient l'un des premiers clients de Manitoba Hydro, en 1956. Il était desservi jusque-là par le réseau d'Otter Tail Power à Noyes (Minnesota). 
L'intégration complète des deux entreprises propriété du gouvernement du Manitoba au sein d'une seule entité intégrée, Manitoba Hydro, a finalement lieu en 1961. Au cours des années suivantes, la société de la Couronne rachète les réseaux municipaux exploités par des entreprises minières. Le dernier de ces réseaux, celui de Flin Flon est racheté par Manitoba Hydro en 1973. 
Le début des années 1970 a été marqué par le renforcement des interconnexions entre le réseau de Manitoba Hydro et ceux de ses voisins, en Ontario, en Saskatchewan et au Minnesota. L'interconnexion avec les entreprises de services publics américaines Otter Tail Power, Northern States Power, et Minkota Power Co-Operative a été utilisée pour importer des États-Unis une puissance garantie de 90 MW au cours de l'hiver 1970. Depuis ce temps, ces interconnexions ont surtout été utilisées pour des exportations d'énergie.
Manitoba Hydro a étudié la possibilité de construire des centrales nucléaires, entre 1974 et 1976. Au terme de cet exercice, la société a conclu qu'il était préférable de développer l'ensemble du potentiel hydraulique avant d'envisager la construction d'une centrale nucléaire au Manitoba. Aucune capacité de production nucléaire n'a été construite au Manitoba en dépit du fait qu'Énergie atomique du Canada Limitée a exploité deux réacteurs de recherche nucléaire à son centre de recherche de Pinawa.
Manitoba Hydro décide d'intégrer la distribution de gaz naturel à ses activités en rachetant la société Centra Gas Manitoba en juillet 1999. La société complète l'intégration des activités des distributeurs d'énergie de la province en 2002 en rachetant Winnipeg Hydro, le distributeur d'électricité municipal desservant le centre-ville de Winnipeg.

## Organisation et résultats financiers
|                             | 2010   | 2009   | 2008   | 2007   | 2006   | 2005   | 2004   | 2003  | 2002  | 2001  |
| --------------------------- | ------ | ------ | ------ | ------ | ------ | ------ | ------ | ----- | ----- | ----- |
| Chiffre d'affaires          | 2 053  | 2 364  | 2 250  | 2 140  | 2 345  | 2 017  | 1 781  | 1 869 | 1 864 | 1 773 |
| Bénéfice net                | 163    | 266    | 346    | 122    | 415    | 136    | (436)  | 71    | 214   | 270   |
| Immobilisations corporelles | 12 688 | 12 300 | 11 884 | 11 424 | 11 065 | 10 748 | 10 399 | 9 991 | 9 072 | 8 762 |
| Dette à long terme          | 8 228  | 7 668  | 7 218  | 6 822  | 7 051  | 7 048  | 7 114  | 6 925 | 7 123 | 6 968 |
| Capitaux propres            | 2 239  | 2 076  | 1 822  | 1 407  | 1 285  | 870    | 734    | 1 170 | 1 302 | 1 088 |
| Ratio d'endettement         | 73:27  | 77:23  | 73:27  | 80:20  | 81:19  | 85:15  | 87:13  | 80:20 | 77:23 | 80:20 |